# Фудзінамі Юхі
Юхі Фудзінамі (яп. 藤波勇飛; нар. 27 травня 1996, префектура Міє) — японський борець вільного стилю, бронзовий призер чемпіонату світу, бронзовий призер Азійських ігор, бронзовий призер Кубку світу (в команді).

## Життєпис
У 2013 році став срібним призером чемпіонату світу серед кадетів. У 2014 році завоював срібну медаль чемпіонату Азії серед юніорів. Наступного року став срібним призером чемпіонату світу серед юніорів. У 2016 році здобув бронзову нагороду на чемпіонаті світу серед юніорів.
Чемпіон Японії 2018 року.
Навчається в Університеті Яманасі Гакуїн, Кофу.

## Спортивні результати на міжнародних змаганнях

### Виступи на Чемпіонатах світу
| Змагання                        | Збірна | Вагова категорія          | Місце  |
| ------------------------------- | ------ | ------------------------- | ------ |
| Чемпіонат світу з боротьби 2017 | Японія | вільна боротьба, до 70 кг | Бронза |
| Чемпіонат світу з боротьби 2018 | Японія | вільна боротьба, до 74 кг | 12     |

### Виступи на Чемпіонатах Азії
| Змагання                       | Збірна | Вагова категорія          | Місце |
| ------------------------------ | ------ | ------------------------- | ----- |
| Чемпіонат Азії з боротьби 2019 | Японія | вільна боротьба, до 74 кг | 8     |

### Виступи на Азійських іграх
| Змагання           | Збірна | Вагова категорія          | Місце  |
| ------------------ | ------ | ------------------------- | ------ |
| Азійські ігри 2018 | Японія | вільна боротьба, до 74 кг | Бронза |

### Виступи на Кубках світу
| Змагання                    | Збірна | Вагова категорія | Місце  |
| --------------------------- | ------ | ---------------- | ------ |
| Кубок світу з боротьби 2018 | Японія | команда          | Бронза |
| Кубок світу з боротьби 2019 | Японія | команда          | 4      |

### Виступи на інших змаганнях
| Змагання                                                      | Збірна | Вагова категорія          | Місце  |
| ------------------------------------------------------------- | ------ | ------------------------- | ------ |
| Олімпійський кваліфікаційний турнір з боротьби 2016 (Стамбул) | Японія | вільна боротьба, до 65 кг | 11     |
| Чемпіонат Японії з боротьби 2018                              | Японія | вільна боротьба, до 74 кг | Золото |

### Виступи на змаганнях молодших вікових груп
| Змагання                                      | Збірна | Вагова категорія          | Місце  |
| --------------------------------------------- | ------ | ------------------------- | ------ |
| Чемпіонат світу з боротьби серед кадетів 2012 | Японія | вільна боротьба, до 54 кг | 22     |
| Чемпіонат світу з боротьби серед кадетів 2013 | Японія | вільна боротьба, до 63 кг | Срібло |
| Чемпіонат Азії з боротьби серед юніорів 2014  | Японія | вільна боротьба, до 66 кг | Срібло |
| Чемпіонат світу з боротьби серед юніорів 2015 | Японія | вільна боротьба, до 66 кг | Срібло |
| Чемпіонат світу з боротьби серед юніорів 2016 | Японія | вільна боротьба, до 66 кг | Бронза |